# チャイルド・バラッド

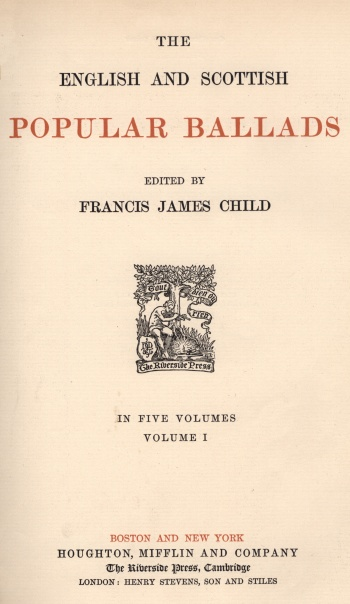
チャイルドの English and Scottish Popular Ballads 1904年のホートン・ミフリン版

チャイルド・バラッド（Child Ballad）は、フランシス・ジェームズ・チャイルドが19世紀後半にまとめた、イングランドとスコットランドの305篇の伝統的なバラッドとそれらのアメリカでの異本を集めたもの。これらの歌詞と、チャイルドによる研究は The English and Scottish Popular Ballads（『イングランドとスコットランドの人気のあるバラッド』）として出版された。ほとんどのバラッドの曲はバートランド・ハリス・ブロンソンによって1960年代前後に収集され、出版された。

## 歴史

### バラッドの時代と出所

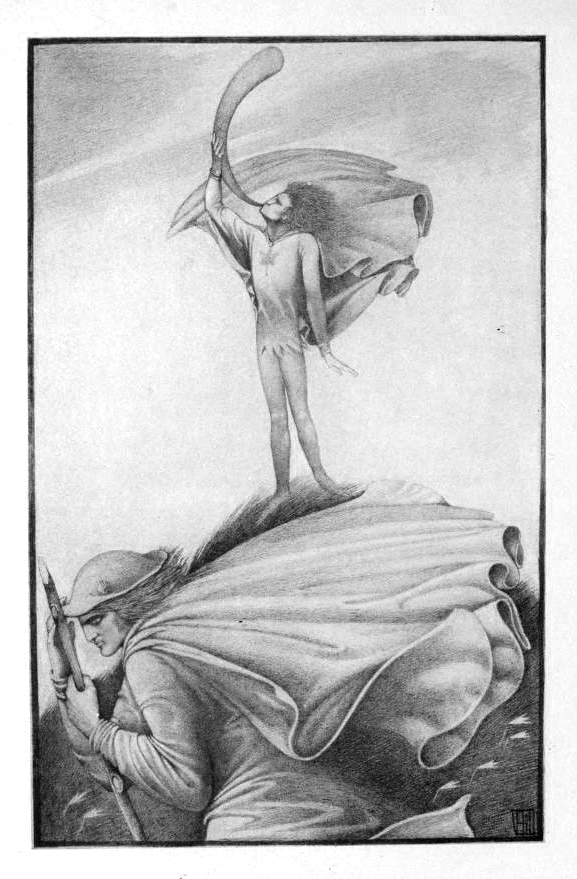
チャイルド・バラッド2『エルフの騎士』のヴァーノン・ヒルによるイラスト

バラッドの年代はばらけており、たとえば「ユダ」の原稿は13世紀にさかのぼり、「ロビン・ホードの賓客」の版は15世紀後半または16世紀初頭に印刷されている。ただし、バラッドの大部分は17世紀と18世紀にさかのぼる。非常に古くからの影響があると主張されているものもあるが、1600年より前にさかのぼって追跡できるのはほんの一握りである。さらに、収集された曲のいくつかは、それほどほど古いものではない。それでもチャイルドのコレクションはこれまでの英語のバラッドコレクションよりもはるかに包括的だった。
チャイルドのバラッドの多くは印刷されたブロードサイドから採集されたが、チャイルドは一般的には彼が興味を持った「伝統的な」バラッドを、後のブロードサイドのバラッドと区別した。チャイルドが自身の仕事の注釈を書く前に死んだことにより、チャイルドがなぜどのようにいくつかのバラッドを選び、他の物を選ばなかったのかは正確には分からなくなった。

### 編集史

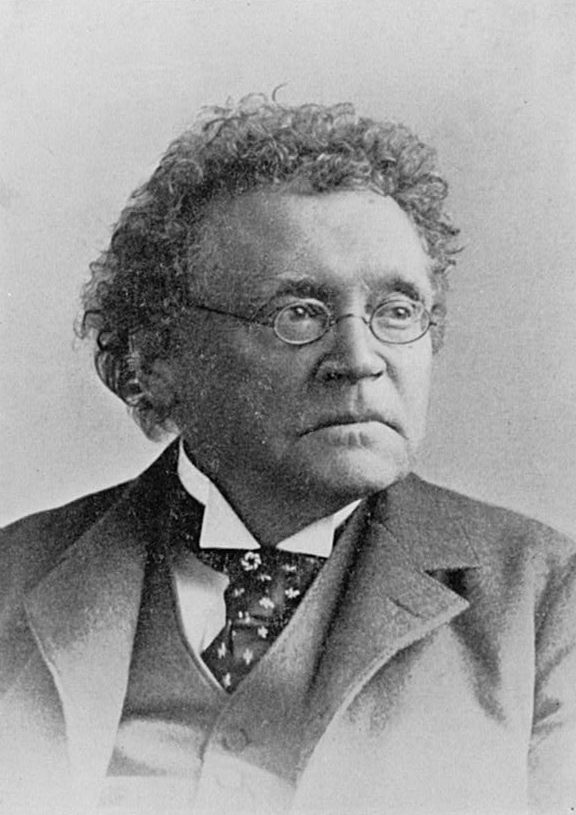
フランシス・ジェームズ・チャイルドは300を超える英国のフォーク・バラッドの歌詞を収集した。

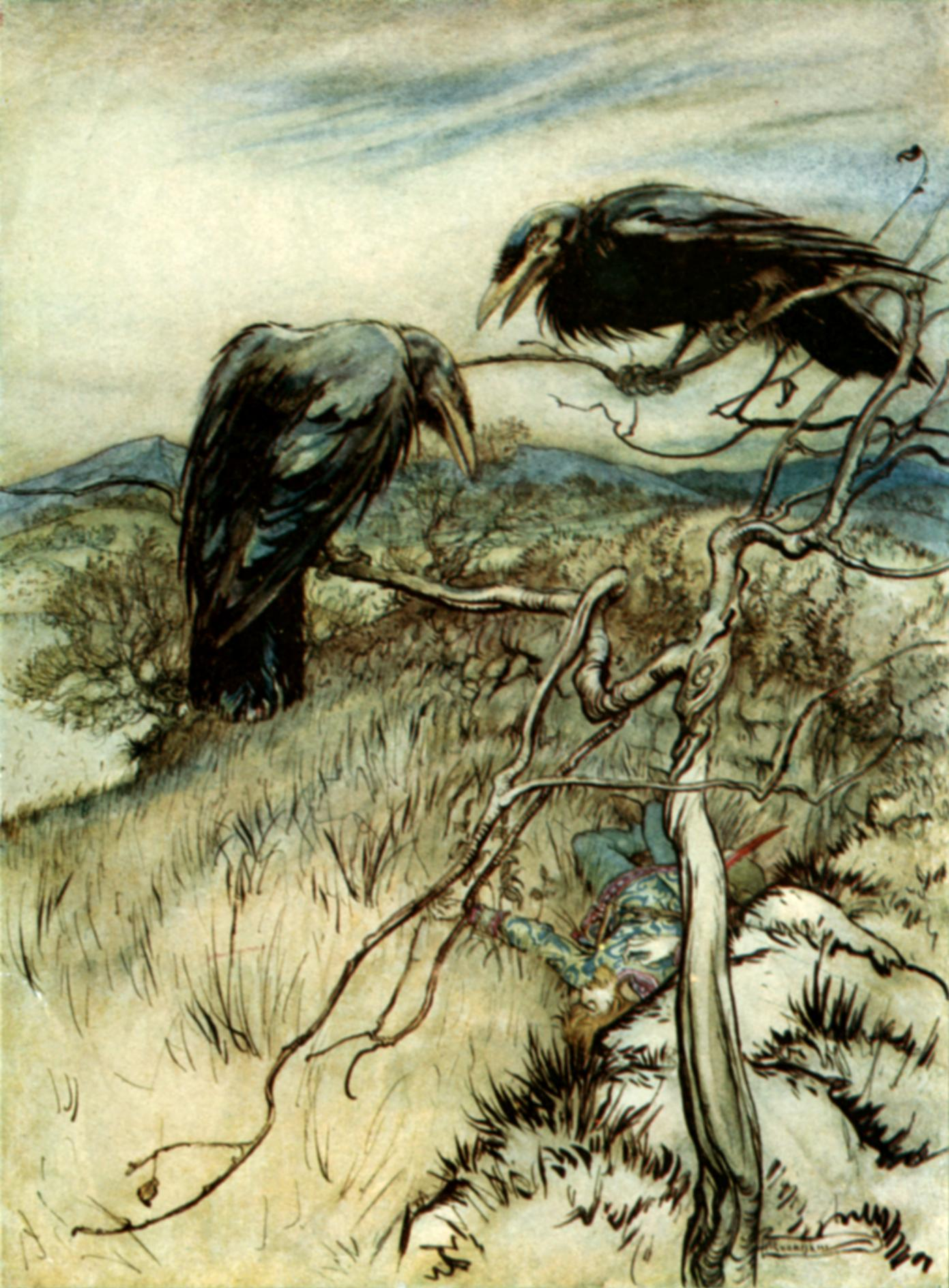
チャイルド・バラッド26「二羽の鴉」の
アーサー・ラッカムによるイラスト

チャイルドのコレクションはこの種のものとしては最初のものではなく、イングランドとスコットランドのバラッドの学術的なコレクションは少なかったが、とりわけトーマス・パーシー司教の Reliques of Ancient English Poetry (1765) が先行している。他の国の「包括的な」バラッドのコレクションもあった。チャイルドはスヴェン・グルンドヴィの Danmarks gamle Folkeviser をモデルにしてバラッドを分類して番号を付け、異なるバージョンを記したものを並べて比較するようにした。その結果、1 つのチャイルド番号には、チャイルドが同じ物語の変種と考えていたバラ ードがいくつか含まれていることがあるが、それらのバラッドは多くの点で異なっていることがある（ "James Hatley"のように）。逆に、別々に分類されたバラッドの中には、同じフレーズの言い回しが含まれていたり、詩全体が同じであったりすることもある。
チャイルドの出版物の編修史は2011年にメアリー・エレン・ブラウンによるモノグラフ研究を受けた。

### 書誌履歴
書誌の歴史
1860年、チャイルドはリトル・ブラウン・アンド・カンパニー社から English and Scottish Ballads （『イングランドとスコットランドのバラッド』）と題した8巻のバラッド集を出版したが、一般的には各バラッドのバリエーションを1つだけ紹介している。しかし、学術的な出版物としては、後の The English and Scottish Popular Ballads' に取って代わられた。
一度完成したチャイルドの本の初版は The English and Scottish Popular Ballads、フランシス・ジェームズ・チャイルド編、第5卷（ボストンおよびニューヨーク：ホートン・ミフリン・アンド・カンパニー刊、1882年から98年）である。
これは千部印刷され、10の部分に分けて発行され、それぞれに副題ととタイトルページが付いていた。赤と黒で印刷された5巻の各巻の最終タイトルページは、第10部と一緒に発行された。第10部はチャイルドの死後に出版され、ジョージ・ライマン・キットレッジが編集した。第5巻には、さまざまな学術的な資料が含まれていた：「用語集」（5卷、309-396ページ）；「イングランドとスコットランドのバラッドのテキストの出典」(5卷、397-404ページ）；「英語とスコットランドのポピュラー・バラッドの発表された空気の索引と、手稿からの雰囲気のいくつかの付録」（5卷、405-424ページ）；「バラッドのタイトルの索引」（5卷、425-453ページ）；「バラッド集またはバラッドを含む書籍のタイトル」（5卷、455-468ページ）； および「事項と文学の索引」（5卷、469-502ページ）である。
この本は1957年にページェント・ブック・カンパニーと提携したニューヨークを拠点とするフォークロア出版によって、3分冊で復刻された。1965年にはニューヨークのドーヴァー社から再版されたが、この時にはウォルター・モリス・ハートによるエッセイ "Professor Child and Ballad" （「チャイルド教授とバラッド」）が掲載されている（ Publications of the Modern Language Association of America, vol. 21 [N.S. Vol. 14, no. 4] からの転載。
チャイルド版は、多くの短い大衆版の基礎になり、これにはヘレン・チャイルド・サージェントとジョージ・ライマン・キトレッジが編集した English and Scottish Popular Ballads Edited from the Collection of Francis James Child（『フランシス・ジェームス・チャイルドのコレクションから編集されたイングランドとスコットランドの人気バラッド』）が含まれている（ボストン：ホートン-ミフリン、1904）。

## バラッドの主題
チャイルド・バラッドは一般的に、バラッドにしては一般的なものよりも重く、暗い。チャイルド・バラッドのモチーフと考えられるほどチャイルド・バラッドに特徴的なトピックやその他の特徴には、以下のようなものがある：ロマンス、魔力、献身、決定、執着、嫉妬、禁じられた愛、狂気、幻覚、正気の不確実性、真実を一時的に抑制できる容易さ、超自然的な体験、超自然的な行為、半分人間の生き物、ティーンエイジャー、家族の争い、無法者の大胆さ、権限の乱用、賭け、欲望、死、カルマ、罰、罪、道徳、虚栄心、愚か者、尊厳、高潔さ名誉、ロイヤリティ、不名誉、判じ物、歴史的な出来事、前兆、運命、信頼、ショック、欺くこと、変装、裏切り、失望、復讐、暴力、殺人、残酷、戦闘、勇気、逃れる、亡命、救援、許し、試されること、人間の弱点、およびフォークヒーロー。
一つの極端な例として、いくつかのチャイルド・バラッドは、既知の出来事の中で、特定可能な歴史上の人物を、ドラマチックな効果を得るために装飾して再現している。その一方、おとぎ話と違うのは歌と詩だけであり、散文形式でおとぎ話として鋳直されているものもあるコレクションの大部分はロビン・フッドについてのもので、いくつかはアーサー王についてのものである。バラッドのいくつかはかなり下品でもある。

## 現代の録音

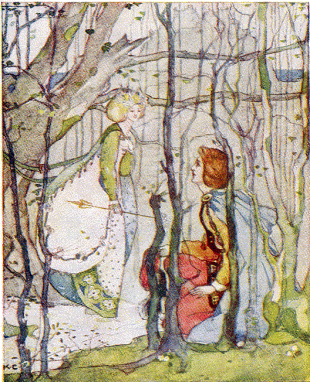
キャサリン・キャメロンによるチャイルド・バラッド37番、「吟遊詩人トーマスと妖精国の女王」の再話のイラスト

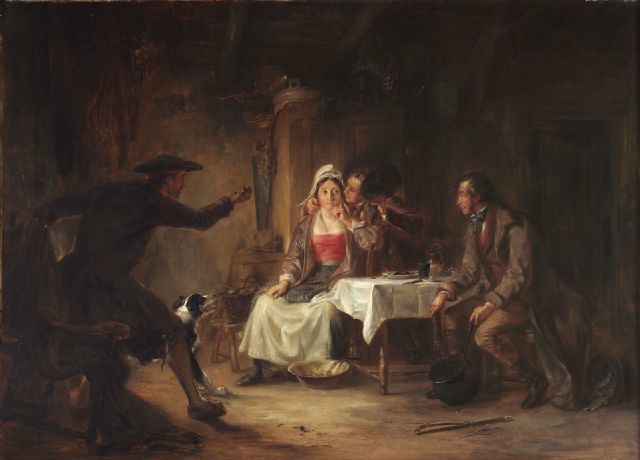
アレクサンダー・ジョージ・フレイザーによるチャイルド・バラッド275番、「起きて閂をかけろ」のイラスト

その後、多くのチャイルド・バラッドが現代の音楽のレコーディングに登場した。
例えば、バール・アイヴスの1949年のアルバム The Return of the Wayfaring Stranger には "Lord Randall" and "The Divil and the Farmer"の2曲が収録されている。
1956年、ユワン・マッコールとA.L.ロイドが歌った72曲のチャイルド・バラッドの8枚のLPからなる4つのアルバムがリリースされた： The English and Scottish Popular Ballads, Vols. 1–4。
ジョン・ジェイコブ・ナイルズは1960年に  The Ballad Book of John Jacob Niles（『ジョン・ジェイコブ・ナイルズのバラッド・ブック』）を出版し、20世紀初頭にアメリカ南部やアパラチア各地で収集した民謡をチャイルド・バラッドに結びつけている。彼が発表した曲の多くはフォーク・ミュージック・リバイバルで復活したもので、例えば「なぞなぞなぞの歌」（「恋人にサクランボをあげた」"I gave my love a Cherry"）はチャイルド1番の ”Riddles Wisely Expounded" と結びつけている。
ジョーン・バエズは最初の5枚のアルバムでチャイルド・バラッドを10曲歌い、ライナーノーツにもそのように明記していた。
フェアポート・コンヴェンション、ペンタングルおよびスティーライ・スパンと言ったブリティッシュ・フォーク・ロックのグループはチャイルド・バラッドをレパートリーに多用し、それ以外にも多くのアーティストがそれぞれのアルバムにチャイルド・バラッドをレコーディングした。ハリー・スミスは自身のコンピレーション・アルバム Anthology of American Folk Music に何曲かを収録した。
2003年にイングランドのフォーク歌手ジューン・テイバーは全体がチャイルド・バラッド（210番、212番、161番、195番、106番、74番、215番、88番、20番、58番）からなるアルバム en:An Echo of Hooves を録音した。
チャイルド・バラッド95番、The Maid Freed from the Gallows（絞首台から逃れた小間使い）はブルースやロックバンドのいくつかのレコーディングに登場し、リード・ベリーによる "Gallis Pole" と "Gallows Pole"（絞首台）としてアルバム『レッド・ツェッペリン III』に収録されたものが特筆される。
チャイルド・バラッドはまた "Cold Blows the Wind" のタイトルでのWeenの "The Unquiet Grave"（チャイルド78番）やエヴァリー・ブラザースが録音したバーバラ・アレン（チャイルド84番）のバージョン、アート・ガーファンクル、そして（2004年の映画『ママの遺したラヴソング』のサウンドトラックに）ジョン・トラボルタなど、通常は民俗的な材料に関連付けられていない音楽グループの作品の中で時折見受けられる。2009年、フリート・フォクシーズは "Mykonos"（ミコノス）のシングル盤のB面として "The Fause Knight Upon the Road" を "False Knight On the Road" の曲名で 収録した。2013年にはアメリカのシンガーソングライター、アナイス・ミッチェルとジェファーソン・ハマーがフランシス・ジェームズ・チャイルドのコレクションからの7曲で構成されたアルバム『チャイルド・バラッド』をリリースした。
チャイルド・バラッドはジェームズ・A・ミッチェナーの小説 The Drifters 『ドリフターズ』の中でも頻繁に参照されている。

## チャイルドの2つのコレクションの印刷版と電子版
2つのコレクションには、約200のバラッドが共通して含まれている。
2つのコレクションのそれぞれには 他のコレクションにはない約100のバラッドが含まれている。

### The English and Scottish Popular Ballads(1882–98)のディジタル版

#### Volume 1
- Part 1, ballads 1–28
- Part 2, ballads 29–53

#### Volume 2
- Part 3, ballads 54–82
- Part 4, ballads 83–113; another scan of part 4

#### Volume 3
- Part 5, ballads 114–155
- Part 6, ballads 156–188

#### Volume 4
- Part 7, ballads 189–225
- Part 8, ballads 226–265

#### Volume 5
- Part 9, ballads 266–305; another scan of part 9
- Part 10 (glossary, ballad airs, bibliography, etc)

チャイルド版に収録されている全てのバリエーションは資料なしで https://www.sacred-texts.com/neu/eng/child/ および http://www.peterrobins.co.uk/ballads/ でディジタル化されている。

### English and Scottish ballads(1860)のディジタル版
Volume 1; 
Volume 2; 
Volume 3; 
Volume 4; 
Volume 5; 
Volume 6; 
Volume 7; 
Volume 8.

## 印刷版と電子版の曲
- チャイルドの1882年から1898年の出版物には最終巻の後半に（305曲のうちの）46曲の55の楽譜が収録されている[16] 。
- * ブロンソン, バートランド・ハリス (2009年). 『チャイルド・バラッドの伝統的楽曲：文章と共に、グレート・ブリテンと北アメリカでの広範囲の記録による』The Traditional Tunes of the Child Ballads: With Their Texts, According to the Extant Records of Great Britain and North America. ミネソタ州ノースフィールド: ルーミス・ハウス・プレス
- ブロンソン、バートランド・ハリス。『チャイルドのポピュラーバラッドの伝統を歌う』（The Singing Tradition of Child's Popular Ballads）（ニュージャージー州プリンストン、プリンストン大学出版局、1976年。ノースフィールド、ミネソタ州。ルーミス・ハウス・プレス、2009年再発行)
- 『チャイルド・バラッドの伝統曲集：デジタル版』（The Traditional Tunes of the Child Ballads: Digital Edition）（ニューヨーク州、コスモ・ミュージック、2009年）は、ブロンソンの4巻の出版物をスキャンしたCD-Rである。

## 邦訳
- バラッド研究会編訳、薮下卓郎監修、山中光義監修『全訳　チャイルド・バラッド』 1巻、音羽書房鶴見書店、2005年4月。ISBN 4-7553-0226-9。
- バラッド研究会編訳、中島久代監修、薮下卓郎監修、山中光義監修『全訳　チャイルド・バラッド』 2巻、音羽書房鶴見書店、2005年12月。ISBN 4-7553-0227-7。
- バラッド研究会編訳、中島久代監修、薮下卓郎監修、山中光義監修『全訳　チャイルド・バラッド』 3巻、音羽書房鶴見書店、2006年12月。ISBN 4-7553-0228-5。[17]
- Kindle電子書籍：「全訳 チャイルド・バラッド 第１巻」山中　光義 , 藪下　卓郎 他 | 販売者:Amazon Services International,  Inc.  | 2020/4/1。ASIN : B086PC2C2J
- Kindle電子書籍：「全訳 チャイルド・バラッド 第２巻 （注釈付き）」山中光義 , 伊藤真紀 他 | 販売者:Amazon Services International,  Inc.  | 2021/4/5。ASIN : B091TMFBRF
- Kindle電子書籍：「全訳 チャイルド・バラッド 第３巻」山中 光義 , 中島 久代 他 | 販売者:Amazon Services International,  Inc.  | 2014/2/7。ASIN : B00IB3Z1ZC

## こちらもお読みください
- ウィルツバッハ、ナターシャとザルツ、シモーニュ・M.。Motif Index of the Child Corpus: The English and Scottish Popular Ballad（チャイルド全集のモチーフ索引：イングランドとスコットランドのポピュラー・バラッド） 英訳ゲイナ・ウォールズ（ベルリンおよびニューヨーク、de Gruyter、1995年）。それぞれのバラッドを引用したモチーフ163件のうち、それぞれから発生したものをアルファベット順に掲載。
- チーズマン、トムとリューワーツ、シグリッド編修。Ballads into Books: The Legacies of F.J. Child（本になったバラッド：F.J.チャイルドの遺産）（ベルン：ピーター・ロング、1997年）第26回国際バラッド会議（1996年、ウェールズ・スウォンジー）で発表された論文21編
- アトキンソン、デヴィッド。

上記 Ballad into Books: The Legacies of F.J. Child 記載の"A Child Ballad Study Guide with Select Bibliography and Discography"（選択したビブリオグラフィーとディスコグラフィー付きのチャイルド・バラッド学習ガイド）。
これは学術研究の調査であり、歌詞を読むためのガイドではないが、その書誌に掲載されている記事の多くは、個々のバラッドの解釈である。
- ブロンソン、バートランド・ハリス。The Ballad as Song（歌としてのバラッド）（バークレイとロサンゼルス：カリフォルニア大学出版、1969年）。4000のチャイルド・バラッドの曲の編集者によって書かれた、1940年から1968年の間に最初に発表された、チャイルド・バラッドの音楽と歌と関連トピックについての18のエッセイ。